# Religioni in Indonesia

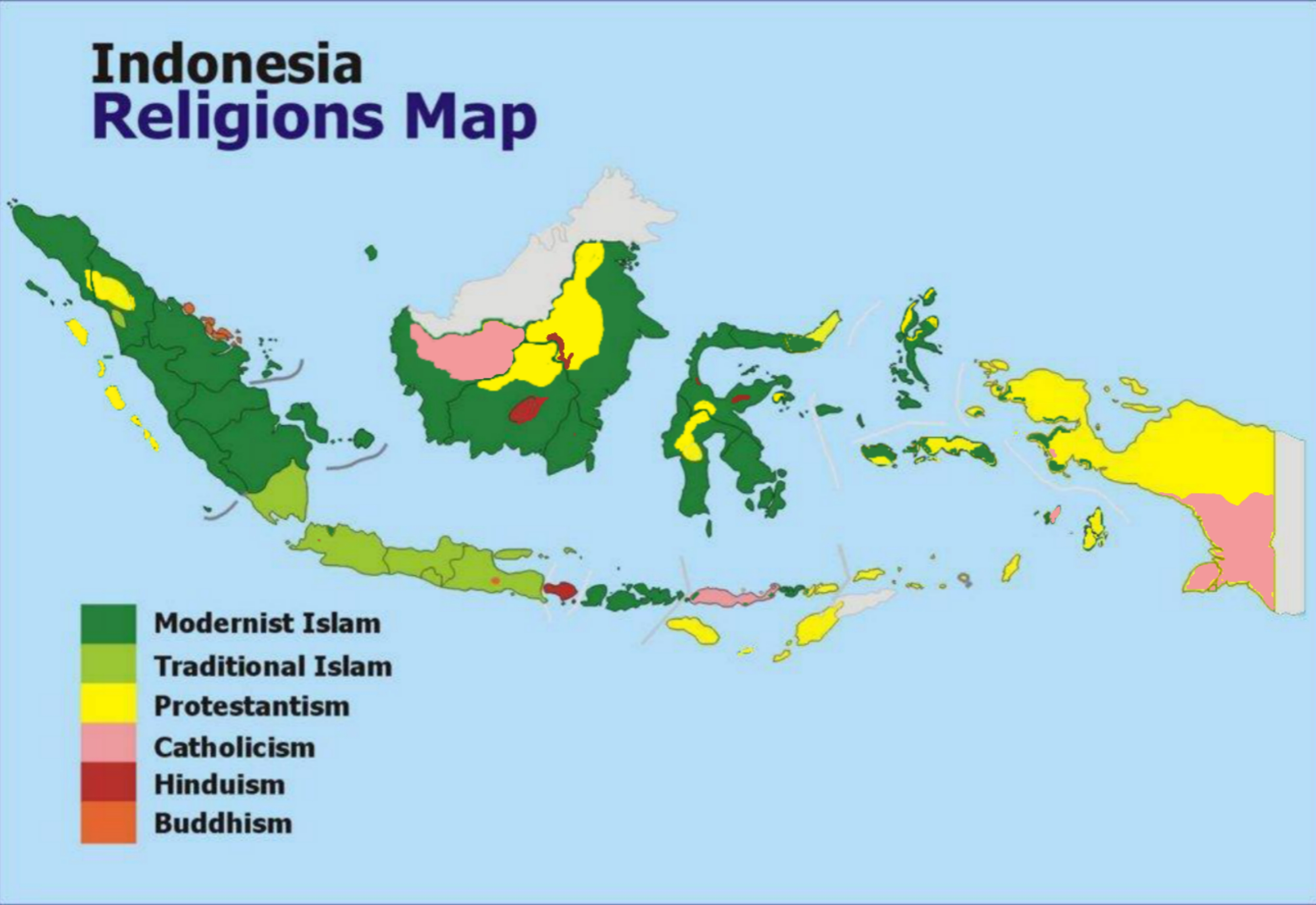
Mappa delle religioni in Indonesia

Per quanto riguarda le religioni in Indonesia, lo Stato si professa costituzionalmente laico, mentre il principio fondamentale filosofico di Pancasila è quello che afferma la fede in un solo ed unico Dio (il monoteismo). Un certo numero di differenti religioni vengono praticate nel paese e la loro influenza collettiva sulla vita politica del paese, oltre che economica e culturale, è assai significativa. La costituzione indonesiana garantisce la libertà di culto e di espressione religiosa; pur tuttavia, il governo riconosce solo sei religioni ufficiali (l'Islam, il protestantesimo, il cattolicesimo, l'induismo, il buddhismo e il confucianesimo), anche se, in base ai dati raccolti dalla "Conferenza indonesiana sulla religione e la pace" (ICRP), vi sono all'incirca almeno altre 245 forme religiose non ufficiali di varia ampiezza all'interno dell'Indonesia. La legge nazionale prevede che ogni cittadino in possesso di un documento di identità debba anche riconoscersi in una di queste sei religioni, anche se risulta essere possibile lasciare quella specifica sezione vuota. Non viene invece riconosciuto l'agnosticismo o l'ateismo, mentre la bestemmia è illegale.
Nel censimento del 2018 l'86,7% della popolazione si è dichiarata musulmana (sunnita per oltre il 99%, seguaci dello sciismo per lo 0,5%, ahmadiyya per lo 0,2%), il 7,6% protestante, il 3,12% cattolica, l'1,74% induista, lo 0.77% buddista, lo 0,03% confuciana, mentre lo 0,04% aveva altre fedi ed infine lo 0,36% ha rifiutato di dichiarare la propria appartenenza.
La leadership politica indonesiana ha costantemente svolto un ruolo importante nella relazione reciproca tra i differenti gruppi religiosi, sia positivamente sia negativamente, promuovendo sì il rispetto, ma nel contempo affermando il Pancasila ed attuando un programma di trasmigrazione che ha causato tutta una serie di conflitti nella regione orientale del paese.

## Storia

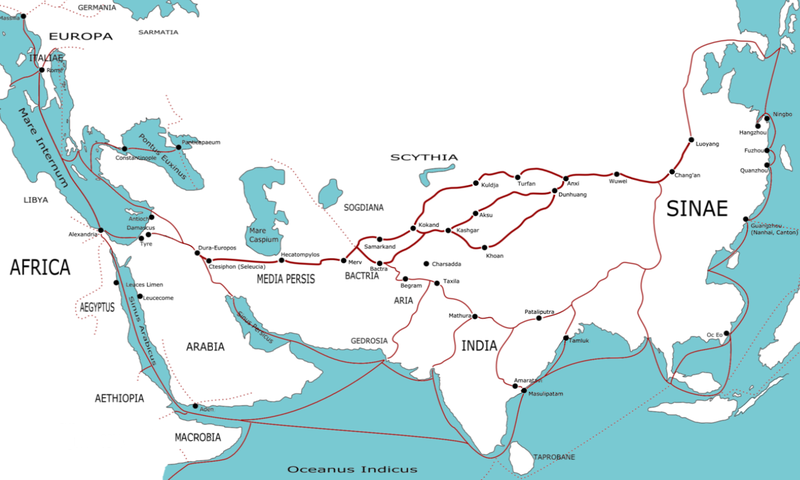
La via della seta marittima transasiatica che collega l'India all'Indonesia

Storicamente l'immigrazione proveniente da India, Cina, Portogallo, penisola araba e dai Paesi Bassi si è rivelata un importante contributo alla diversità di religione e di cultura interna; tuttavia tali aspetti sono col tempo mutati, soprattutto da quando sono state apportate alcune modifiche per soddisfare specificamente la cultura indonesiana.
Prima dell'arrivo delle religioni abramitiche, il sistema di credenze popolare della regione era accuratamente influenzato dalla filosofia religiosa richiamantesi al Dharma, attraverso l'induismo e il buddismo. Queste religioni furono portate nell'arcipelago indonesiano rispettivamente attorno ai secoli II e IV, quando i commercianti indiani giunsero sulle isole di Sumatra, Giava e Sulawesi, portando con sé la propria fede. L'induismo, soprattutto la tradizione dello shivaismo, ha iniziato a svilupparsi nell'isola di Giava a partire dal V secolo. Attraverso le vie commerciali è stato introdotto anche il buddismo, che si è ulteriormente sviluppato durante il secolo successivo, con un certo numero di indù e buddisti che hanno attivamente influenzato i vari regni allora costituitisi, come il Kutai, Srivijaya, Majapahit e la dinastia dei Sailendra.
Il più grande monumento buddista esistente al mondo, Borobudur, è stato fatto costruire dai Sailendra ed intorno allo stesso periodo è stato fatto erigere anche il complesso templare indù Prambanan. Il picco della civiltà indù-giavanese si è verificato durante l'impero Majapahit nel XVI secolo, descritto come uno dei periodi d'oro nella storia dell'Indonesia.
La diffusione dell'Islam si è verificata nel corso del XIV secolo. Provenienti dal Gujarat indiano, i musulmani s'introdussero attraverso la costa occidentale di Sumatra, per poi ampliare il proprio dominio verso Giava Orientale. Questo periodo vide anche lo stabilirsi di nuovi regni, questa volta sottoposti all'influenza islamica, come il sultanato di Demak, il principato di Pajang, il sultanato di Mataram ed infine il sultanato di Banten. Entro la fine del XV secolo vi furono una ventina di regni fondati sulle basi dell'Islam, il che riflette l'opera di dominazione musulmana svoltasi in Indonesia.
I portoghesi introdussero il cattolicesimo nell'arcipelago, in particolare nell'isola di Flores ed in quella che sarebbe divenuta Timor Est. Il protestantesimo è stato invece introdotto dagli olandesi nel corso del XVI secolo, con influenza sia da parte del luteranesimo che del calvinismo. Le aree che mantennero una tradizione rivolta all'animismo nella zona più a orientale del paese, d'altro canto, hanno subito i principali sforzi di conversione forzata da parte degli olandesi, tra cui le isole Molucche, Sulawesi Settentrionale, Nusa Tenggara, la provincia di Papua e il Kalimantan. Più tardi il cristianesimo si diffuse anche dai porti costieri del Borneo, con i missionari che arrivarono tra i Toraja di Sulawesi; vennero prese di mira parti di Sumatra, in particolare le persone Batak, che a tutt'oggi si ritrovano ad essere in prevalenza protestanti.
Cambiamenti significativi negli aspetti religiosi si sono verificati durante l'epoca del cosiddetto "Nuovo Ordine" (tra gli anni sessanta e novanta del Novecento). A seguito di un presunto tentativo abortito di colpo di Stato (il "movimento 30 settembre"), avvenuto nel 1965, venne ufficialmente accusato il Partito Comunista indonesiano (PKI) e più di un milione di persone furono uccise in una epurazione anti-comunista. Dopo gli incidenti, il governo, autoproclamatosi difensore di un "Nuovo Ordine", cercò di sopprimere sistematicamente i sostenitori del PKI mediante l'applicazione di una politica per cui ognuno doveva scegliere una religione, con l'intento così di smascherare i comunisti che erano per lo più atei.
Di conseguenza, ad ogni cittadino indonesiano è stato richiesto di portare impressa sulla propria carta di identificazione anche l'indicazione delle religione professata; una tale politica ha provocato una massa di conversioni religiose, soprattutto per quanto concerne il cristianesimo; la stessa situazione è accaduta con gli indonesiani delle etnie cinesi, che per lo più erano confuciani, ma, siccome il confucianesimo non era allora una delle religioni di stato riconosciute, molti di questi hanno finito con il convertirsi al cristianesimo.

## Religioni riconosciute dallo stato

### Islam
La storia dell'Islam in Indonesia è complessa e riflette le diversità delle culture dell'arcipelago. Ci sono prove di commercianti musulmani arabi che ivi giunsero già a partire dall'VIII secolo. Dal XV secolo in poi la diffusione della religione musulmana fu accelerata attraverso l'opera missionaria di Maulana Malik Ibrahim (conosciuto anche Susan Gresik, originario di Samarcanda) a Sumatra e Giava, così come fece l'ammiraglio navigatore Zheng He (noto inoltre come Cheng Ho) nel nord di Giava.
L'Islam indonesiano è in molti casi meno meticolosamente praticante rispetto a quello del Medio Oriente; la maggior parte dei musulmani sono sunniti della scuola giuridico-religiosa detta sciafeismo.
Dopo le dimissioni del presidente Suharto, i politici sono stati nuovamente autorizzati a dichiarare una ideologia differente da quella Pancasila. Diversi partiti d'ispirazione musulmana hanno formato la loro ideologia seguendo i dettami della Sharia; nel 1999 il "Crescent Star Party" ha ottenuto la sesta posizione nelle elezioni legislative, mentre un decennio dopo lo stesso partito si è classificato solo al decimo posto, laddove le formazioni più moderate e caratterizzate da interpretazioni islamiche maggiormente tolleranti hanno ottenuto un significativo successo come ad esempio il "Prosperous Justice Party" il quale con quasi l'8% dei voti complessivi si è piazzato al quarto posto.

#### Ahmadiyya
La storia più antica dell'Ahmadiyya in Indonesia risale ai primi giorni del suo secondo califfo, Mirza Basheer-ud-Din Mahmood Ahmad, quando durante l'estate 1925 (circa due decenni prima della rivoluzione e successiva guerra d'indipendenza indonesiana) uno dei missionari della comunità chiamato Rahmat Ali sbarcò a Sumatra istituendo il movimento con appena 13 devoti provenienti da Tapaktuan, nella provincia di Aceh.
La comunità ha avuto una storia influente nello sviluppo religioso dell'Indonesia, ma nei tempi moderni ha dovuto affrontare una crescente intolleranza da parte delle istituzioni religiose del paese e con ostilità caratterizzate anche da aggressioni fisiche compiute da gruppi musulmani radicali. Oggi ci sono circa 400.000 musulmani ahmadi, sparpagliati su 542 filiali in tutta la nazione.

### Cristianesimo
Il governo indonesiano riconosce ufficialmente le due principali suddivisioni cristiane, il protestantesimo e il cattolicesimo romano, come fossero due religioni separate.

#### Protestantesimo
I protestanti formano una minoranza significativa in alcune parti del paese. Ad esempio, sull'isola di Sulawesi bel il 17% dei cittadini sono protestanti; in particolare a Tana Toraja - sede della popolazione Toraja - nella provincia di Sulawesi Meridionale, ed in Sulawesi Centrale. Inoltre fino al 65% del gruppo etnico dei Toraja è di fede riformata. Anche quello dei Batak (popolo) abitanti nella Sumatra Settentrionale rappresentano un altro dei principali gruppi protestanti del paese; qui il cristianesimo vi è stato portato originariamente dal missionario tedesco Ludwig Ingwer Nommensen, noto come apostolo delle persone Batak: egli ha dato il via alla "Huria Kristen Batak Protestan (HKBP)".
Gli indonesiani cinesi sono anch'essi una parte significativa della popolazione protestante, sparsi per tutta la nazione ma per la maggior parte concentrati nelle grandi aree urbane. Nel 2000 circa il 35% dell'etnia cinese professava il cristianesimo, tuttavia non vi è un aumento continuativo tra le giovani generazioni. In alcune parti del paese interi villaggi appartengono a denominazioni differenti, come la chiesa Avventista, l'"International Church of the Foursquare Gospel" dei pentecostali, ai luterani, ai presbiteriani o infine all'Esercito della salvezza (Bala Keselamatan) a seconda del successo dell'azione missionaria.
L'Indonesia ha attualmente due intere province a maggioranza protestante, che sono Papua (provincia indonesiana) e Sulawesi Settentrionale con, rispettivamente il 60 e il 64% dell'intera popolazione; a Papua essa è la fede più largamente praticata tra la popolazione nativa. Nel Nord dell'isola Sulawesi, invece, la popolazione Minahasan concentrata a Manado, si convertì al cristianesimo nel corso del XIX secolo. Attualmente la maggior parte dei nativi di Sulawesi Settentrionale praticano una qualche forma di protestantesimo, mentre coloro che sono trasmigrati da Giava e Madura professano l'Islam.

#### Cattolicesimo romano
Il cattolicesimo è sbarcato in Indonesia con l'arrivo dei portoghesi, attraverso il commercio delle spezie. Molti di essi avevano l'aperto obiettivo di diffondere il cattolicesimo romano nell'arcipelago, a partire dalle Molucche, come avvenne nel 1534. Tra il 1546-7 uno dei pionieri tra i cristiani missionari, san Francesco Saverio, ha visitato le isole e sottoposto al battesimo diverse migliaia di persone del luogo.
Durante l'epoca delle Indie orientali olandesi il numero dei praticanti cattolici è sceso in maniera significativa, questo a causa della politica attuata di divieto della religione cattolica. L'ostilità degli olandesi nei confronti del cattolicesimo è dovuta alla loro storia, ove guadagnarono la propria indipendenza dopo la guerra degli ottant'anni contro il governo dell'impero spagnolo cattolico.
Il risultato più significativo d'una tale politica si concentrò e venne ottenuto nell'isola di Flores e a Timor Est; molti preti cattolici furono trascinati in prigione, sottoposti a dure punizioni e fatti sostituire dal clero protestante olandese. Un sacerdote cattolico venne giustiziato per aver celebrato la messa in prigione durante il mandato di Jan Pieterszoon Coen, il governatore generale dell'epoca.
Dopo la caduta della Compagnia olandese delle Indie orientali e con la legalizzazione del cattolicesimo nei Paesi Bassi a partire dai primi anni del XIX secolo, il clero cattolico olandese prevalse fino a dopo l'indipendenza dell'Indonesia.
Oltre a Flores, anche Giava Centrale mantiene tra i suoi abitanti un significativo numero di cattolici

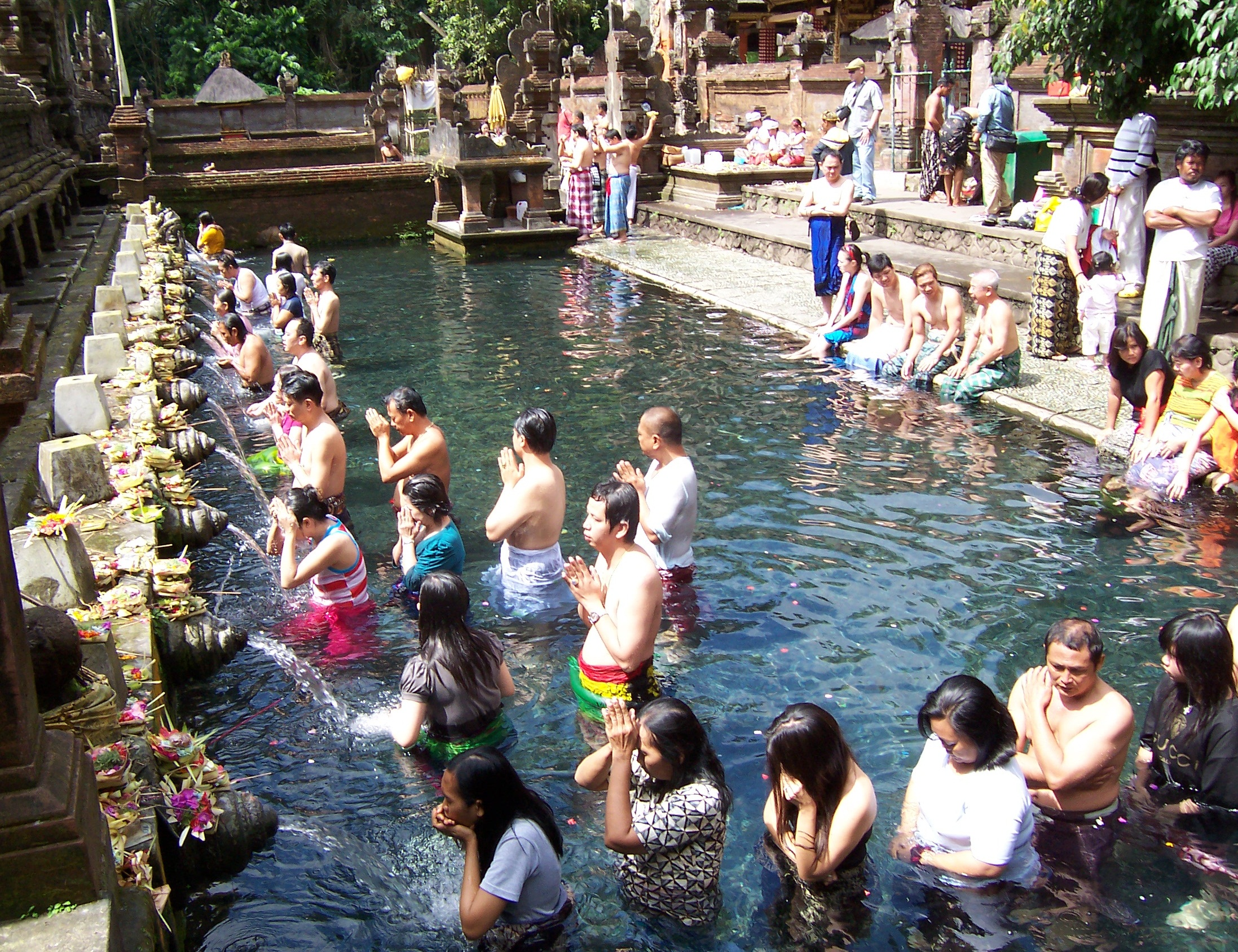
Rituale induista del bagno in comune a Bali.

### Induismo
L'induismo indonesiano assume un tono diverso rispetto a quello presente nelle altre parti del mondo. Ad esempio, in quanto formalmente denominato "Agama Hindu Dharma" (vedi l'induismo balinese), questi non ha mai fatto applicare quello che è il sistema delle caste in India; è inoltre ampiamente integrato con elementi nativi delle lingue austronesiane che venerano gli hyang o entità spirituali della natura e dagli antenati defunti.
I poemi epici religiosi indù, il Mahābhārata e il Rāmāyaṇa, vengono espressi in maniera univoca nel teatro danzante di Wayang Kulit. In molte aree di Giava, induismo ed islam si sono fortemente influenzati a vicenda, in parte come conseguenza dell'assimilazione delle tradizioni Abangan e Kejawen.
A partire dal 2007, il numero ufficiale dei praticanti indù è stato di 10 milioni, il quarto maggior numero di induisti al mondo.
I Sikh sono in genere registrati come indù, perché il governo indonesiano non riconosce il Sikhismo come una religione autonoma.

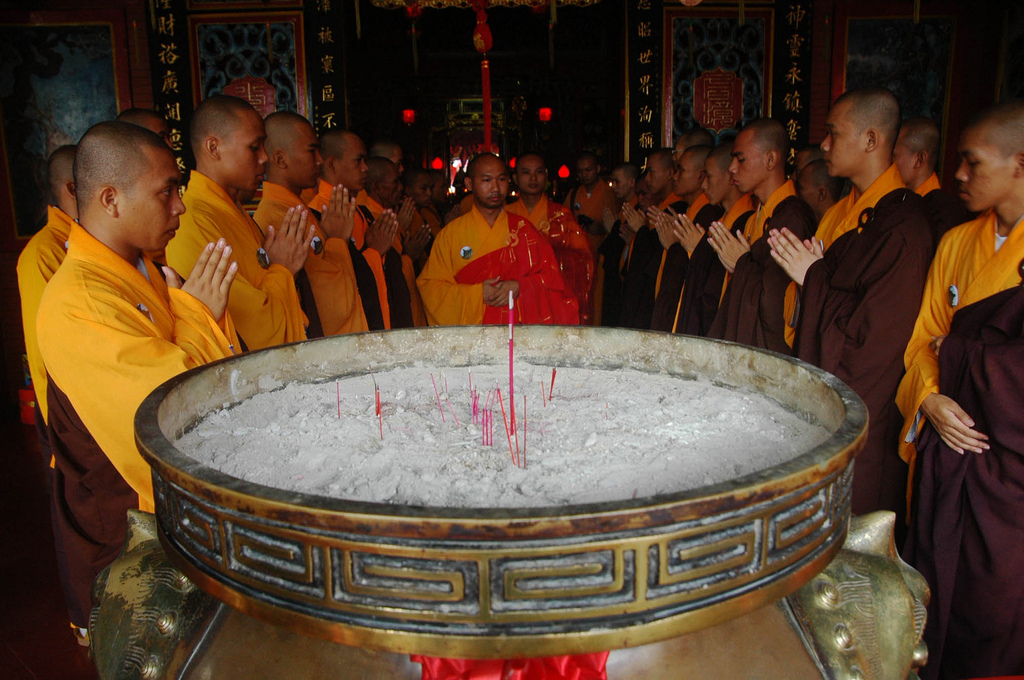
Monaci buddhisti durante la festa di Vesak a Giava Centrale nel 2010.

### Buddhismo
Il buddismo è la seconda più antica religione in Indonesia, essendo giunta nel paese intorno al VI secolo. La storia del Buddhismo in Indonesia è strettamente correlata alla storia dell'Induismo, così come un certo numero di imperi basati sulla cultura buddista sono stati stabiliti intorno al medesimo periodo. Come per l'Induismo, anche il Buddhismo ha subito un declino in seguito all'arrivo dell'Islam e del Cristianesimo. Oggi la maggioranza dei buddhisti è composta da indonesiani di etnia cinese, ma in piccole minoranze esiste anche tra i giavanesi e i sasak (Lombok). 

### Confucianesimo
Il confucianesimo ha le sue origini in Cina ed è stato portato in Indonesia dai commercianti cinesi già a partire dal III secolo.

## Dati dei censimenti in materia di religione
La religione era una variabile nei censimenti indonesiani del 1961, 1971, 1980, 1990, 2000 e 2010 e in diverse indagini intercensuarie. A causa delle divisioni considerate, i dati del censimento 1961 riguardanti la religione non sono stati pubblicati. Nel 1971 sono stati registrati tre gruppi di cristiani: cattolici, protestanti e altro. L'Annuario demografico delle Nazioni Unite 1979 elenca solo i dati presi collettivamente per tutti i cristiani. Nel censimento del 2000, solo cattolici e protestanti erano disponibili come categorie distinte di cristiani.
|                | 1971   | 1971   | 1980   | 1980   | 1985   | 1985   | 1990   | 1990   | 2000   | 2000   | 2005   | 2005   | 2010   | 2010   |
| -------------- | ------ | ------ | ------ | ------ | ------ | ------ | ------ | ------ | ------ | ------ | ------ | ------ | ------ | ------ |
| Islam          | 103.58 | 87.51% | 128.46 | 87.94% | 142.59 | 86.92% | 156.32 | 87.21% | 177.53 | 88.22% | 189.01 | 88.58% | 207,18 | 87.18% |
| Protestanti    | 8.74   | 7.39%  | 8.51   | 5.82%  | 10.59  | 6.46%  | 10.82  | 6.04%  | 11.82  | 5.87%  | 12.36  | 5.79%  | 16.53  | 6.96%  |
| Cattolici      | 8.74   | 7.39%  | 4.36   | 2.98%  | 5.14   | 3.13%  | 6.41   | 3.58%  | 6.13   | 3.05%  | 6.56   | 3.07%  | 6.91   | 2.91%  |
| Hindu          | 2.30   | 1.94%  | 4.76   | 3.26%  | 3.18   | 1.94%  | 3.29   | 1.83%  | 3.65   | 1.81%  | 3.70   | 1.73%  | 4.01   | 1.69%  |
| Buddhisti      | 1.09   | 0.92%  | 4.76   | 3.26%  | 1.60   | 0.98%  | 1.84   | 1.03%  | 1.69   | 0.84%  | 1.30   | 0.61%  | 1.70   | 0.72%  |
| Confuciani     | 0.97   | 0.82%  | 4.76   | 3.26%  | 0.95   | 0.58%  | 0.57   | 0.32%  | 0.41   | 0.20%  | 0.21   | 0.10%  | 0.12   | 0.05%  |
| Altri          | 1.69   | 1.42%  | 4.76   | 3.26%  | 0.95   | 0.58%  | 0.57   | 0.32%  | 0.41   | 0.20%  | 0.24   | 0.11%  | 0.30   | 0.13%  |
| Non dichiarato | 1.69   | 1.42%  | 4.76   | 3.26%  | 0.95   | 0.58%  | 0.57   | 0.32%  | 0.41   | 0.20%  | 0.24   | 0.11%  | 0.14   | 0.06%  |
| Non richiesto  | 1.69   | 1.42%  | 4.76   | 3.26%  | 0.95   | 0.58%  | 0.57   | 0.32%  | 0.41   | 0.20%  | 0.24   | 0.11%  | 0.76   | 0.32%  |
| Totale         | 118.37 |        | 146.08 |        | 164.05 |        | 179.25 |        | 201.24 |        | 213.38 |        | 237.64 |        |

Nota: il calo della popolazione cattolica tra il 1990 e il 2000 è dovuto alla secessione di Timor Est nel 1999.